# José da Costa (Freiheitskämpfer)
José da Costa (* 19. Juni 1927 in Iralafai, Lospalos, Portugiesisch-Timor; † 1980 in Osttimor) war ein osttimoresischer Freiheitskämpfer.
Costa beteiligte sich am Widerstandskampf gegen die indonesischen Invasoren. Von 1979 bis 1980 versteckte er nahe seinem Heimatort Xanana Gusmão einen führenden Kommandanten der FALINTIL. 1980 wurde Costa von der indonesischen Armee getötet.
Am 28. November 2016 wurde Costa posthum mit der Medal des Ordem de Timor-Leste ausgezeichnet.